# 卡洛·罗塞利

意大利反法西斯抵抗运动「Giustizia e Libertà」的旗帜，该组织由罗塞利建立并领导。西班牙内战期间该组织曾组建游击队参加了抵抗国民军的战斗，直到1939年西班牙第二共和国垮台后才被迫撤回法国境内。

卡洛·罗塞利（義大利語：Carlo Alberto Rosselli；1899年11月16日—1937年6月9日）是一位意大利政治领袖、记者、历史学家、哲学家和反法西斯活动家。
罗塞利在英国工党和劳工运动的启发下发展出了一种以改良主义为基础的非马克思主义理论，他将其描述为「自由社会主义」。罗塞利创立了反法西斯组织「Giustizia e Libertà」，1929年7月他被迫流亡到法国；他曾于西班牙内战期间亲赴其战场为西班牙共和派阵营而战。
1937年他因生病而被送返巴黎，他在巴黎继续领导反法西斯运动，并提出了更广泛的“人民阵线”理论；他也仍然对西班牙共产党和约瑟夫·斯大林的苏维埃政府持批判态度。同年6月，卡洛·罗塞利与他的兄弟前往法国度假小镇巴尼奥勒-德洛讷疗养；6月9日，罗塞利及其兄弟被一伙名为「拉卡古勒」的法国极右翼暴徒杀害，据档案解密显示这是一次由墨索里尼政府精心策划的刺杀行动。